# Mont Chauve
Pour les articles homonymes, voir Mont Chauve (homonymie).
Le mont Chauve est une montagne située au Québec (Canada) dans la région de l'Estrie. D'une altitude de 599 mètres, il s'élève aux limites du parc national du Mont-Orford et se trouve au nord des berges du lac Stukely. Il fait partie des monts Sutton, dans les Appalaches.